# Небојша Лалић
Небојша Лалић (Београд, 14. јануар 1958) српски је ендокринолог, дијабетолог и академик. Редовни је члан Одељења медицинских наука Српске академије наука и уметности од 1. новембра 2012.

## Биографија
Докторирао је на Медицинском факултету Универзитета у Београду 1993. године. Радио је као ванредни професор од 1999. и као начелник Центра за метаболичке поремећаје, интензивни третман и ћелијску терапију у дијабетесу Института за ендокринологију, дијабетес и болести метаболизма Клиничког центра Србије од 2003.
Члан је Одбора за кардиоваскуларну патологију, Одбора за имунологију, Српског лекарског друштва, секретар је Ендокринолошке секције, члан је Удружења ендокринолога Југославије, Удружења за проучавање шећерне болести Србије и Црне Горе и редовни је члан Одељења медицинских наука Српске академије наука и уметности од 1. новембра 2012. године.
За иностраног члана АНУРС-а изабран је 21. децембра 2018. године.
Одржао је бројна предавања по позиву на међународним и националним научним скуповима, био је рецензент и члан уређивачког одбора у међународним и националним  часописима.
У току целокупног научноистраживачког рада аутор је или члан ауторског тима у 934 публикације, од чега је у 249 први или једини аутор. Од укупног броја радова in extenso, 173 су публиковани у часописима индексираним у интернационалним базама података. Према подацима базе података (Web of Science) радови у индексираним часописма су цитирани 2.971 пут (без аутоцитата).

## Одабрана дела
- Гојазност и дијабетес, 2017.[3]
- Савремена терапија типа 2 дијабетеса: достигнућа и дилеме, 2020.[4]